# Mittlerer Eichberg
Mittlerer Eichberg är en kulle i Österrike.   Den ligger i  förbundslandet Wien, i den östra delen av landet, 12 km väster om huvudstaden Wien. Toppen på Mittlerer Eichberg är 373 meter över havet.
Terrängen runt Mittlerer Eichberg är kuperad åt nordväst, men åt sydost är den platt. Terrängen runt Mittlerer Eichberg sluttar österut. Runt Mittlerer Eichberg är det mycket tätbefolkat, med 3 134 invånare per kvadratkilometer.. Närmaste större samhälle är Wien, 12,1 km öster om Mittlerer Eichberg. 
I omgivningarna runt Mittlerer Eichberg växer i huvudsak blandskog.